# Melanitis cristobali
Melanitis cristobali är en fjärilsart som beskrevs av Samson 1980. Melanitis cristobali ingår i släktet Melanitis och familjen praktfjärilar. Inga underarter finns listade i Catalogue of Life.